# Quality Street (1927)
Quality Street is een Amerikaanse film uit 1927, gebaseerd op het gelijknamige toneelstuk uit 1901 van J.M. Barrie.

## Rolverdeling
| Acteur            | Personage           |
| ----------------- | ------------------- |
| Marion Davies     | Phoebe Throssel     |
| Conrad Nagel      | Dr. Valentine Brown |
| Helen Jerome Eddy | Susan Throssel      |
| Flora Finch       | Mary Willoughby     |
| Kate Price        | Patty               |